# Phoradendron boacoi
Phoradendron boacoi är en sandelträdsväxtart som beskrevs av Kuijt. Phoradendron boacoi ingår i släktet Phoradendron och familjen sandelträdsväxter. Inga underarter finns listade i Catalogue of Life.